# Nicolae Cekerul Cuș
Nicolae Cekerul Cuș (n. 1873, Chișinău – d. 21 noiembrie 1946, Câmpulung-Muscel) a fost un jurist și politician român basarabean.

## Viața și activitatea
Nicolae Cekerul Cuș a fost fiul lui Mihail Cekerul-Cuș. Nicolae Cuș, jurist, avocat, elev al marelui profesor de economie I. Ciuprov (1874-1926) din Moscova, a studiat multe probleme de specialitate, statistica ș.a. Părăsind avocatura pe care a profesat-o la Sankt Petersburg, Nicolae s-a stabilit în satul său natal, Stodolna. Nicolae Cekerul Cuș a fost deputat în Sfatul Țării, mandat validat de la 25 martie 1918 până la 27 noiembrie 1918. A aderat la fracțiunea țărănească, dar, din motive necunoscute, la votarea din 27 martie 1918 n-a participat. După Marea Unire, a fost membru la Partidul Național-Țărănesc, senator de Orhei (1932-1933).
La 28 iunie 1940 se refugiază în România, dar peste un an revine în Basarabia. În 1944, se refugiază definitiv în România, stabilindu-se la Câmpulung-Muscel. Nicolae Cekerul Cuș a fost căsătorit de două ori, prima lui soție a absolvit Facultatea de Filozofie în Elveția. Nu a avut copii. A murit la Câmpulung-Muscel la 21 noiembrie 1946.